# Alla Sourikova
 (mars 2021).
Si vous disposez d'ouvrages ou d'articles de référence ou si vous connaissez des sites web de qualité traitant du thème abordé ici, merci de compléter l'article en donnant les références utiles à sa vérifiabilité et en les liant à la section « Notes et références ».
Alla Ilinichna Sourikova (en russe : А́лла Ильи́нична Су́рикова), née le 6 octobre 1940 à Kiev, est une scénariste et réalisatrice de fictions et documentaires pour le cinéma et la télévision russe. Elle est nommée artiste du peuple de la fédération de Russie en 2000.

## Biographie
Alla Sourikova est née à Kiev le 6 novembre 1940. Sa mère est  Sofia Borissovna Yassinovskaïa, ancienne combattante de la Grande Guerre patriotique et son père Ilya (Isaac) Zaslavsky. Elle fait ses études à la faculté philologique de l'Université nationale Taras-Chevtchenko, puis les cours supérieurs de formation des scénaristes et réalisateurs de Moscou. À la fin des années 1960, elle devient assistante réalisatrice auprès d'Alexandre Mouratov sur le tournage du Petit Orchestre d'école en 1968, et Savez-vous vivre ? en 1970. Elle est l'autrice de la série humoristique pour enfants, intitulée Yeralach, dont les premiers épisodes sortent en 1974.

## Filmographie
- 1976 : Supposons que tu sois capitaine (ru) (Предположим — ты капитан...)
- 1979 : Vanité des vanités (Суета сует)
- 1981 : Soyez mon mari (Будьте моим мужем)
- 1982 : Cherchez la femme (ru) (Ищите женщину)
- 1985 : Sincèrement vôtre (ru) (Искренне Ваш…)
- 1987 : L'Homme du boulevard des Capucines (Человек с бульвара Капуцинов / chelovek s boulvara Kapoutsinov) (réalisatrice)[2],[3].
- 1989 : Deux Flèches : Le Détective de l'âge de pierre (ru) (Две стрелы. Детектив каменного века)
- 1991 : Les Toqués (Чокнутые)
- 1995 : Vacances moscovites (Московские каникулы)
- 1997 : Les Enfants du lundi (ru) (Дети понедельника)
- 1998 : Je veux aller en prison (Хочу в тюрьму)
- 2006 : Vous ne me laisserez pas (ru) (Вы не оставите меня)
- 2010 : L'Homme du boulevard des Petites Capucines (ru) (Человек с бульвара Капуцинок)
- 2010 : Moscou, je t'aime (film collectif, co-réalisatrice et scénariste)[4]

## Prix et récompenses
Le prix Ostap d'or de la meilleure comédie lui est remis en 2005 pour le film Sur l'amour par tous les temps («О любви в любую погоду»).